# Come giocare a baseball
Come giocare a baseball (How to Play Baseball) è un film del 1942 diretto da Jack Kinney. È un cortometraggio animato della serie Goofy, prodotto dalla Walt Disney Productions, uscito negli Stati Uniti il 4 settembre 1942 e distribuito dalla RKO Radio Pictures.

## Trama
Un pippide vestito di blu e uno vestito di rosso seguono le istruzioni del narratore e mostrano comicamente come si gioca a baseball. In seguito le due squadre arrivano al campionato e, durante la partita, la squadra blu è in vantaggio di 3 punti. La rossa riesce a rimontare, ma la blu commette un fallo: l'arbitro elimina il giocatore, ma il tutto sfocia in una rissa.

## Distribuzione

### Edizioni home video

#### VHS
- Il mondo di Pippo (ottobre 1986)[1]

#### DVD
Il cortometraggio è incluso nei DVD Walt Disney Treasures: Pippo, la collezione completa, Topolino: sole, sale e sport e Topolino che risate! - Volume 3.